# بريم كومار سينغ
بريم كومار سينغ (1 فبراير 1995 - ) هو لاعب كرة قدم هندي في مركز حراسة المرمى. لعب مع Royal Wahingdoh FC ‏.

## وصلات خارجية
- بريم كومار سينغ على موقع قاعدة بيانات كرة القدم.إي يو (الإنجليزية)
- بريم كومار سينغ على موقع Soccerway.com (الإنجليزية)